# Mesogona acetosellae
Mesogona acetosellae är en fjärilsart som beskrevs av Denis och Ignaz Schiffermüller 1775. Mesogona acetosellae ingår i släktet Mesogona och familjen nattflyn. Inga underarter finns listade i Catalogue of Life.